# باگرات اوهانیان
باگرات اوهانیان (ارمنی: [] Error: {{Lang}}: فاقد متن (راهنما)؛ انگلیسی: Bagrat Oghanian؛ زادهٔ ۵ فوریهٔ ۱۹۸۱) بوکسور اهل ارمنستان است. او بیشتر به سبب کسب مدال برنز در دستهٔ فوق سنگین‌وزنِ رقابت‌های قهرمانی بوکس آماتوری اروپا شناخته شده‌است.